# アジア・アフリカ人民連帯機構

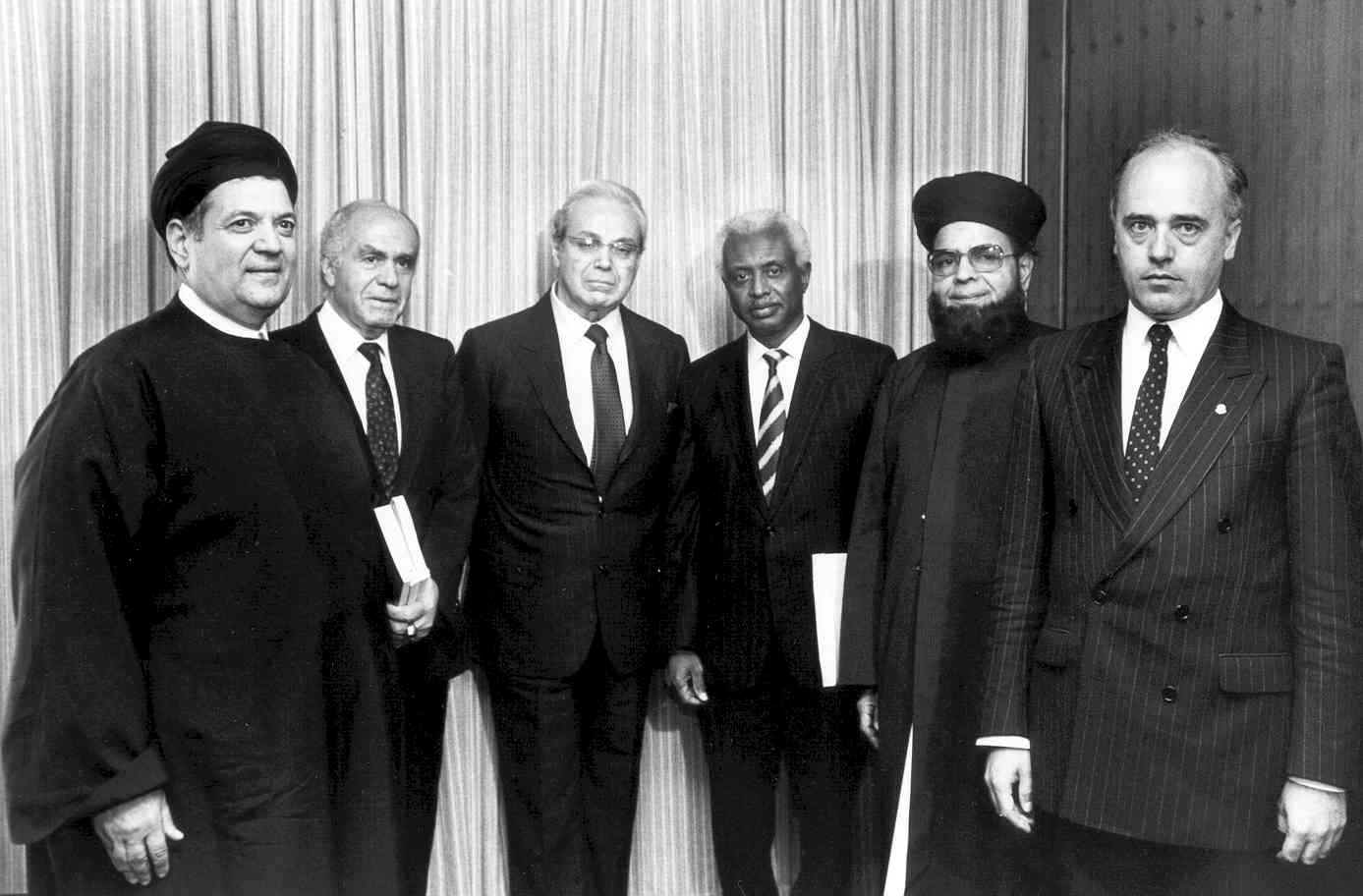
アジア・アフリカ人民連帯機構のムラッド・ガレブ事務局長（左から2人目）（1988年6月16日、ニューヨーク国連本部にて）

アジア・アフリカ人民連帯機構（アジア・アフリカじんみんれんたいきこう、Afro-Asian People's Solidarity Organisation ; AAPSO) は、民族解放と第三世界の連帯と経済・社会文化協力推進を目的とする国際的な非政府組織。アジア・アフリカ諸国人民の連帯組織。エジプトのカイロに本部を置き、26から50人のスタッフを擁する。オブザーバーとして、世界労働組合連盟、世界民主青年連盟、国際民主婦人連盟、世界平和評議会が加盟している。

## 概要
規約によれば、反帝国主義、反植民地主義闘争を統一・調節し、各国人民の解放を促進して、その経済的・社会的・文化的発展を保障することを目的とする。各国の国内の連帯委員会、（アジア・アフリカ人民連帯委員会）民族解放組織などが1国1組織の原則で加盟している。日本からは、日本アジア・アフリカ・ラテンアメリカ連帯委員会が参加している。主要な組織決定は理事会が行うが、2年に1回に、総会に当たるアジア・アフリカ国民連帯会議を開催する。
AAPSOは、1957年12月から1958年12月にかけてカイロで開かれた1957年アジアアフリカ人民連帯会議（44か国から508人が参加）の結果として創立された。1960年4月にギニアのコナクリで開催された第二回大会で、規約を採択し組織を準備するとともに、現在の名称に変更した。AAPSOには90か国の国内委員会が所属している。
60年コナクリ大会での「コナクリ会議宣言」では、「民族の独立は、われわらの国の豊富な資源可能性を完全に自己の手中におさめ、外国人や一握りの独占資本化の搾取を終わらせることを含んでいる」と述べた。また、同会議の「帝国主義に関する決議」では、「以下のような場合には、民族は真に独立していないと確信する」として①法令が国民の完全な同意を得ないのに国民の名で制定されるとき②外国の軍隊が駐屯し軍事基地を置いているとき③帝国主義国に指導される共同体の一員であるか、帝国主義国との軍事同盟に参加しているとき④政治軍事経済社会の諸計画を実行するにあたって、民族主権に備わる諸機能を自己の裁量で完全に行使できないとき⑤世界人権宣言の定める個人の基本的自由が尊重されていないとき、と定式化した。60年代半ばまでは、「コナクリ5原則」で民族自決権を侵害する新植民地主義するなど民族解放の闘争方針を打ち出していたが、植民地の独立がひと段落すると活力源が弱化した。1963年2月には、タンザニアのモシで第3回人民連帯会議が開かれ、毎年4月28日を「沖縄返還デー」とすることが決定された。1965年ガーナのウィネバで開催された第4回連帯会議では、次回の開催は北京と決められたが、中ソ対立のあおりを受けて、67年の理事会で会場をアルジェリアのアルジェに変更し、新中国派からのボイコットを受けた。最終的に第5回会議は1972年にカイロで開催された。のちにソ連邦のミハイル・ゴルバチョフ政権が「新しい思考」外交をAAPSOに持ち込み運動の改変を企図したが、日本、インドなどが反対した。
加盟各国間の利害対立があり、南アフリカ共和国のアパルトヘイトに反対するなどの特殊問題を除くと、合意がしがたい状況が続いていた。アジア・アフリカ人民連帯運動とアジア・アフリカ・ラテンアメリカ人民連帯運動の分裂や、中ソ論争の影響により運動は停滞した。1981年3月に南イエメンで開かれた第13回大会でも深刻な意見対立を見て、その後第5回会議を最後に連帯会議は開催されていない。